# Лев Толстой (фильм, 1984)
«Лев Толстой» — советско-чехословацкий художественный полнометражный двухсерийный цветной фильм, снятый в 1984 году на киностудии имени М. Горького. Состоит из двух частей: «Бессонница» и «Уход».
Последняя режиссёрская работа Сергея Герасимова.

## Сюжет
Зритель встречается с великим русским писателем в последние годы его жизни (1908—1910), однако воспоминания Льва Толстого возвращают нас и к событиям его молодости, и к поре решительного и страстного перелома в его взглядах. Финал — трагический уход из Ясной Поляны и смерть, ставшая началом бессмертия.

## В ролях
| Актёр                | Роль                                        |
| -------------------- | ------------------------------------------- |
| Сергей Герасимов     | граф Лев Толстой                            |
| Тамара Макарова      | его жена Софья Андреевна                    |
| Борживой Навратил    | врач и сподвижник Толстого Душан Маковицкий |
| Алексей Петренко     | издатель и друг Толстого Владимир Чертков   |
| Марина Устименко     | дочь Татьяна Львовна                        |
| Екатерина Васильева  | дочь Александра Львовна                     |
| Ян Янакиев           | сын Сергей Львович                          |
| Виктор Проскурин     | сын Андрей Львович                          |
| Николай Ерёменко     | пианист, композитор Александр Гольденвейзер |
| Алексей Шмаринов     | секретарь Черткова Алексей Сергеенко        |
| Вячеслав Баранов     | секретарь Толстого Валентин Булгаков        |
| Марина Гаврилко      | сестра Толстого, монахиня Мария Николаевна  |
| Юрий Михайлов        | начальник станции Астапово Иван Озолин      |
| Ольга Маркина        | Ольга Александровна Ершова                  |
| Любовь Полехина      | Аксинья Шураева                             |
| Павол Микулик        | землемер Густав Паулс                       |
| Владимир Кашпур      | мужик                                       |
| Константин Григорьев | купец Николай                               |
| Лариса Садилова      | гимназистка Таня                            |
| Людмила Зайцева      | эпизод                                      |
| Михаил Зимин         | пианист Сергей Иванович                     |
| Зинаида Нарышкина    | эпизод                                      |
| Вячеслав Невинный    | ряженый Миклексеич                          |
| Сергей Полежаев      | великий князь Николай Михайлович            |
| Фёдор Сухов          | молодой Горький                             |
| Виктор Шульгин       | монах Михаил                                |
| Юрий Сенкевич        | император Николай II                        |
| Дмитрий Васильев     | председатель Совета министров Пётр Столыпин |

## Съёмочная группа
- Автор сценария и режиссёр: Сергей Герасимов
- Оператор: Сергей Филиппов
- Художник: Александр Попов (совм. с М. Калиной)
- Директора картины: Аркадий Кушлянский, Вилиам Чанки

## Награды
- 1984 — Международный кинофестиваль в Карловых Варах: Главный приз «Хрустальный глобус» за лучший фильм Сергею Герасимову.
- 1985 — Всесоюзный кинофестиваль в Минске: Главный специальный приз и диплом Сергею Герасимову.